# La filla de Vercingetòrix
La filla de Vercingetòrix (francès: La Fille de Vercingétorix) és el trenta-vuitè àlbum de la sèrie Astèrix el gal, publicat el 24 d'octubre de 2019, sent el quart que compta amb guió de Jean-Yves Ferri i dibuixat per Didier Conrad després de la jubilació d'Albert Uderzo—, en el qual Astèrix i Obèlix han de vigilar la filla del cap gal Vercingetorix.
El seu llançament correspon, en pocs dies, al 60è aniversari de la creació, el 29 d'octubre de 1959, de les aventures d'Astèrix.

## Sinopsi
Un vespre, dos caps arvernes, Ipocalòrix i Monolítix, veterans que van lluitar al setge d'Alèsia, arriben al poble gal a casa d'Abraracúrcix, amb una misteriosa adolescent: és Adrenalina, la filla de Vercingetòrix, a qui el cap gal va confiar: des de la derrota, escorten, protegeixen i crien a la jove. Però des de la derrota de Vercingetòrix, un traïdor gal a sou dels romans, Adddictalexèrix, busca adrenalina per portar-la de nou a Juli Cèsar, que vol transformar-la a l'“estil romà”. Ipocalòrix i Monolítix arriben, doncs, a confiar a la jove als irreductibles gals, amb els quals estarà segura, el moment de trobar un vaixell per portar-la a Londínium a Britànnia, i d'organitzar la resistència amb els veterans de les FARX (Front Arvernes de la Resixtència Xecreta). També expliquen que porta al coll, com a símbol de resistència, la torca que el seu pare li va confiar.
Els dos arverns marxen llavors cap a Britànnia. Però el traïdor Adddictalexèrix els ha espiat, i va al campament romà de Babaorum per informar el centurió, després va a Gesocribate per avisar la flota romana per tal d'evitar que Adrenalina fugi per mar a Britànnia.
O Adrenalina és una jove del seu temps, moderna, capriciosa i fins i tot fugitiva. Per tant, Abraracúrcix demana a Astèrix i Obèlix que la vigilin. L'endemà, Bonemina la porta al mercat del poble, on coneix joves de la seva edat: Blinix, aprenent de peixateria amb el seu pare Ordralfabètix, el seu germà petit Surímix, i Sèlfix, aprenent de ferrer amb el seu pare Esautomàtix. Tot i que observada, d'alguna manera, per Astèrix i Obèlix, desenvolupa un projecte de fugida nocturna, amb l'ajuda dels dos adolescents Blinix i Sèlfix: somia amb escapar a una illa llunyana on els romans no podran no trobar-la. Però Adddictalexèrix, després d'haver-la localitzat i escoltat del seu pla per escapar, intenta capturar-la amb l'ajuda dels romans. Mentrestant, en alta mar, prop del poble, els pirates, sense vent, decideixen anar a carregar aigua dolça al bosc, de nit, per evitar trobar-se amb els seus eterns enemics gals.
Quan cau la nit, Adrenalina aconsegueix fugir, gràcies a que Blinix, Sèlfix i Surímix distreuen el guàrdia Cascàntix, i fuig al bosc. Tot el poble aviat es posa a buscar-lo; Blinix i Sèlfix acaben confessant haver-la ajudat a escapar. Mentrestant, després de topar amb Adddictalexèrix i tornar a fugir, Adrenaline es troba amb els pirates que han vingut a proveir-se d'aigua dolça al bosc. Ella fuig amb ells a la seva barca, i, encara al seu rastre, la segueix i torna nedant per agafar el vaixell.
Gràcies a la informació proporcionada per Sèlfix i Blinix, Astèrix i Obelix s'embarquen amb ells al vaixell d'Edatdepèdrix per unir-se al vaixell pirata. Mentrestant, els arverns Ipocalòrix i Monolítix, acompanyats dels guerrers de les FARC, han aconseguit trobar un vaixell que pertany a un jove capità gal, Letitbix, que somia amb pau i aventures exòtiques.
Sobre el vaixell pirata, que acaba de saquejar el vaixell del mercader fenici Nothicansis, Adddictalexèrix amenaçador i armat d'arc, és ràpidament neutralitzat i atordit per l'Adrenalina, muntat al cim del pal del mirador de Baba. Astèrix i Obelix aborden el vaixell deixant Blinix, Sèlfix i Idefix al vaixell. Adrenalina ha decidit navegar cap a la mítica illa de Tule amb els pirates (sense el capità que considera aquesta proposta un acte de motí).
Un vaixell romà, dirigit pel centurió Strictosensus acompanyat del seu jove fill adoptiu gòtic Ludwikamadeus, arriba per interceptar la fugida d'Adrenalina a Britànnia. L'Astèrix i l'Obelix es fan càrrec del vaixell romà, però durant la batalla, Adictoserix, que s'ha tornat a si mateix, pren l'Adrenalina com a ostatge al cim del pal. Obélix enderroca el pal i els envia a tots dos per la borda, Blinix i Sèlfix recuperen la jove i derroten Adictoserix, que fuig nedant cap a la costa, perseguit per un tauró. Però en la lluita, la preuada torca de Vercingetòrix que posseïa Adrelanina va caure al fons del mar. Els gals tornen al poble, mentre el vaixell pirata s'enfonsa una vegada més, a causa de la via fluvial a causa de la retirada del pal.
Al poble Ipocalòrix i Monolítix tornen amb la tropa de resistència de les FARX. L'Adrenalina els anuncia que la famosa torca que havia de servir de senyal de concentració està a l'aigua i que ja no vol seguir-los en la seva lluita. Els arverns estan tenint una raó, sobretot perquè han trobat un nou senyal de concentració: el casc cerimonial de Vercingetòrix, que havia estat lliurat com a recompensa a un d'ells.
A més, l'Adrenalina simpatitza llavors amb el jove capità Letitbix, i decideix acompanyar-lo en el seu viatge a illes llunyanes i meravelloses. Aleshores, Adrenalina s'acomiada dels arverns i del poble que, segons ella, és l'autèntic hereu de Vercingetòrix. La jove i Letitbix s'aproparan a illes llunyanes, viatjant amb diversos nens adoptius de diversos continents. Mentrestant, els gals i arverns de les FARX celebren la felicitat dels seus fills amb un banquet.

## Anàlisi

### Gènesi de l'àlbum

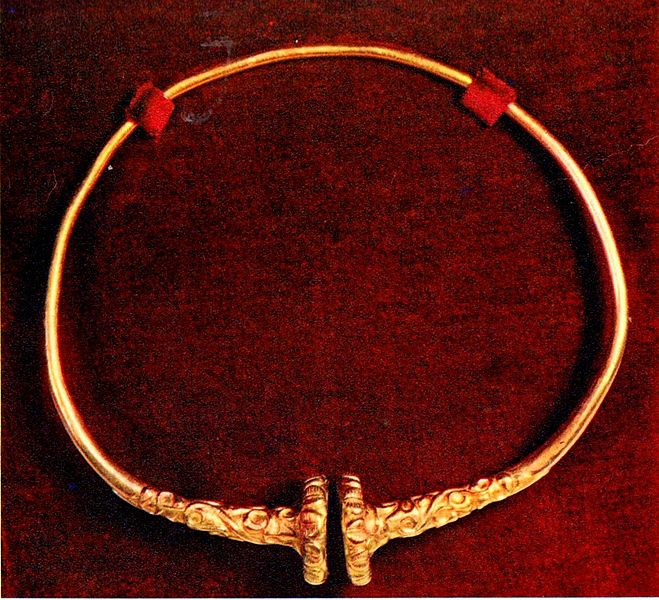
Torca gal.

Es diu que la base de la trama és la invenció del guionista d'una torca celta fictícia, suposadament descobert el 2016 a les costes de Bretanya. Sobre aquest torca, una mena de collaret gal, datat cap al 49 aC. J.-C, estaria gravada la inscripció Rigos Duxtir, que significa en llengua celta "la filla del rei". Per accentuar el vessant humorístic d'aquest descobriment pseudocientífic, Jean-Yves Ferri ho va atribuir a un professor, un tal Évariste Contenssieux, de la Universitat Lliure de Quaibec (Saône-et-Loire) durant la roda de premsa organitzada el10 d'abril de 2019 per anunciar el futur àlbum. Va ser en realitat un pretext per a la invenció de l'ascendència per al cap gal Vercingetòrix, encara que la inscripció Rigos Duxtir correspon a un celta perfectament documentat i realment significa "la filla del rei".

### Escenari
Els adolescents, joves i nens són homenatjats en aquest àlbum: Adrenalina, Blinix, Sèlfix, Ludwikamadéus, Letitbix, així com el petit Surímix, la resta de joves del poble gal, i els (futurs) nens d'Adrenalina i Letitbix, entre els quals Dopamina; fins i tot trobem a Brutus (amb l'aparença de Tony Curtis), el fill de Juli Cèsar, a qui no havíem vist des de El fill d'Astèrix. Per tots ells, s'evoca la crisi de l'adolescència, els conflictes generacionals i la transmissió: Adrenalina preferirà seguir el seu camí, diferent al del seu pare Vercingetòrix, mentre que Blinix i Sèlfix, aprenents de peixater i ferrer, acabaran intercanviant les seves orientacions professionals i deixaran de seguir els passos dels seus respectius pares Ordralfabètix i Esautomàtix.
Gran part de la trama transcorre al vaixell dels pirates (amb la presència d'aquest últim a bord) al costat del poble. Juli Cèsar, el seu fill Brutus, així com el traïdor Adddictalexèrix (traïdor gal col·laborador dels romans) i alguns soldats romans (intentant ser discrets per no patir les bufetades d'Obélix) també són presents a l'àlbum.

### Personatges i referències culturals

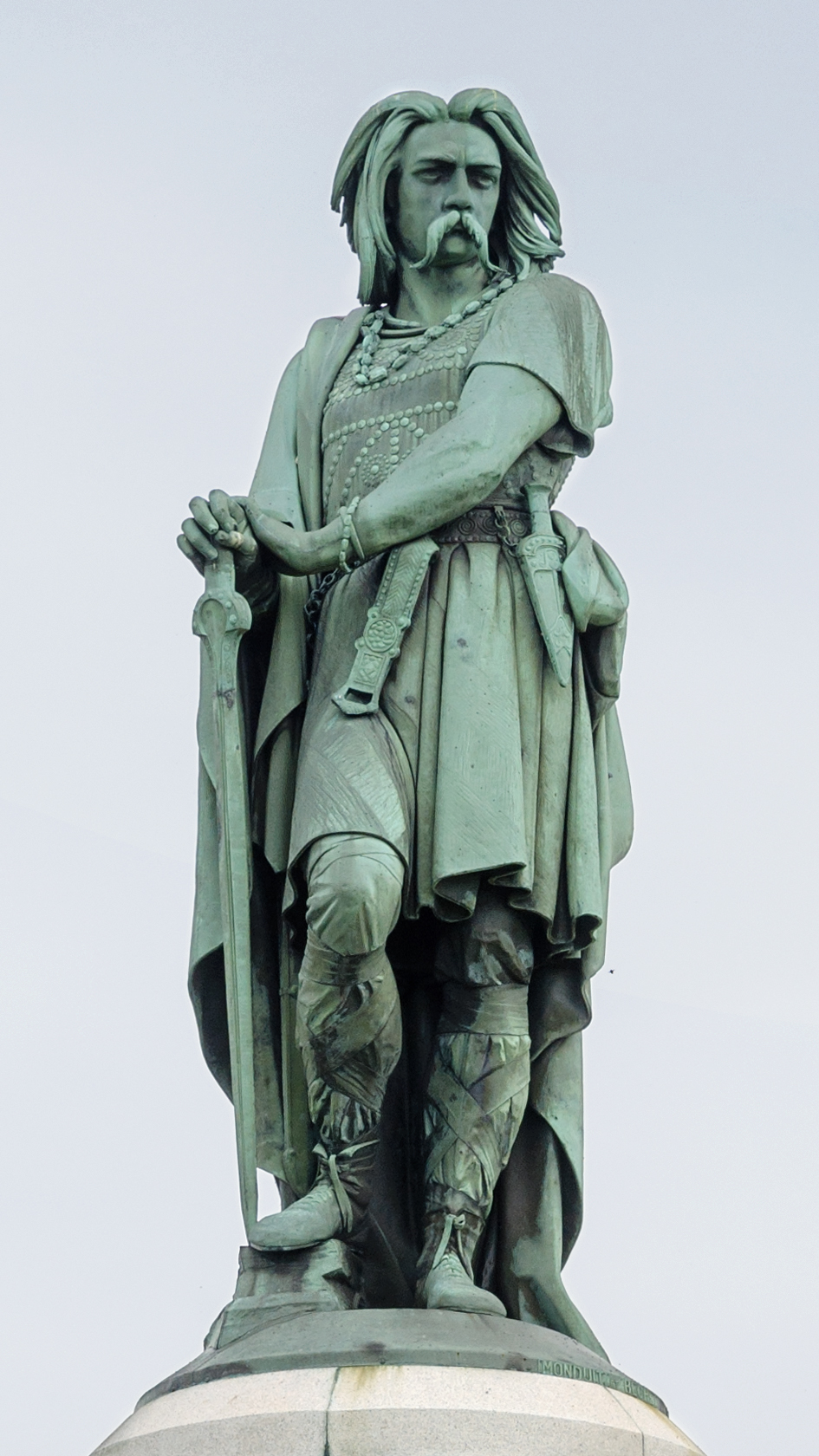
Estàtua de Vercingetòrix al lloc del setge d'Alèsia a Alise-Sainte-Reine a Borgonya.

Vercingetòrix llença els braços als peus de Cèsar, de Lionel Royer, 1899

#### Adrenalina
Adrenalina, una jove presentada com la filla del gran cap gal Vercingetòrix, un cop derrotat a Alèsia, és el personatge central de l'àlbum. Evidentment, no sabem si l'autèntic Vercingetòrix va tenir una filla, o almenys fills i descendents. Adrenalina és un personatge de ficció, i els autors justifiquen la seva existència i la seva desaparició de la història pel fet que va preferir viure la seva vida en un altre lloc d'illes llunyanes amb fills adoptius de diferents procedències.
Adrenalina sembla seguir la moda gòtica en la seva vestimenta.
Tot i una suposada semblança amb l'activista Greta Thunberg esmentada a la premsa, els autors diuen que és una casualitat: el dibuixant Didier Conrad fins i tot explica que es va inspirar en la seva pròpia filla per crear aquest personatge.

#### Monolítix i Ipocalòrix
Els dos líders arverns Monolítix i Ipocalòrix formen part de les FARX (Front Arvernès de la Resixtència Xecreta) que agrupa un grup de resistència arvern, i fa referència a les FARC (Forces Armades Revolucionàries de Colòmbia), un grup revolucionari colombià. Tenen un crit de concentració: "Forts com l'ur! Discrets com el talp ! ”, i semblen conèixer el vell Edatdepèdrix, veterà de la guerra.
Després d'haver criat Adrenalina junts, Monolítix i Ipocalòrix constitueixen una mena de família homosexual : la mateixa Adrenalina es refereix a ells com "els meus dos papes arverns " (p. 18), tot i que ja és filla de Vercingetòrix. Els mateixos arverns la consideren la seva filla ("Sigues bona, Adrenalina. Els teus papes tornarem aviat" – p. 7) i, quan s'enlaira a seguir a Letitbix, els dos arverns es pregunten per l'educació que li van donar (p. 44-45) i els emociona veure-la marxar ("Ara ja no fugirà més!" p.47) 
Les siluetes dels dos resistents arverns evoquen aquelles de Winston Churchill i Charles de Gaulle, sense ser-ne caricatures.

#### Altres personatges
Ja hem trobat fills d'Ordralfabètix i Esautomàtix en alguns àlbums anteriors (Astèrix a Còrsega, La gran rasa, Astèrix la rosa i l'espasa, L'Aniversari d'Astèrix i Obèlix. El llibre d'or)
Pel que fa al rastrejador traïdor Adddictalexèrix, sembla ser una caricatura vaga de Gérard Depardieu: aquest últim és natural de Châteauroux, però Adddictalexèrix es presenta com un bitúrig (Berric); però Didier Conrad nega aquesta comparació.
Cascàntix, el guàrdia a l'entrada del poble, porta un casc visera fet per Sèlfix que l'anomena "gorra", que recorda doblement al raper Orelsan, que porta la gorra cap enrere i és l'intèrpret de la cançó "Basique", la lletra de la qual conté « Simple, basique ».
A la galera romana hi ha un jove got, fill adoptiu del capità romà Strictosensus, que marca el ritme als remers tocant frenèticament un tambor (p. 26 37, 40): es diu Ludwikamadéus, una doble al·lusió a els primers noms dels compositors Ludwig van Beethoven i Wolfgang Amadeus Mozart. També pot evocar a Oskar, el jove heroi de la novel·la "El timbal de llauna" de Günter Grass, publicada el 1959. El títol "Boing Boom Tschak" del grup alemany Kraftwerk (àlbum Electric Café, 1986) és evocat en una vinyeta (p. 26) per onomatopeies.
El nom de "Letitbix" és un joc de paraules a la cançó dels Beatles de 1970 Let It Be. A més, diu "Potser direu que sóc un somiador", en referència a la lletra de la cançó Imagine ("You may say I'm a dreamer"). Aquest personatge també és una referència al personatge de Jehan Pistolet, un personatge de còmic creat als anys 50 per René Goscinny i Albert Uderzo, molt abans de la creació d'Astèrix.
Un dels pirates és una caricatura del cantant Charles Aznavour, i les paraules que pronuncia cada cop evoquen els títols del cantant (La Bohème, For me formidable, Emmenez-moi, Je m'voyais déjà). Tornarà a aparèixer a l'àlbum següent, Astèrix i el griu.
Després d'una absència de 38 anys, el mercader fenici Nothicansis fa una petita aparició com a víctima dels pirates
Al banquet final de l'aventura, en Assegurançatòrix està molt somrient mentre tot jugant és lligat pels nens del poble, deixant-lo sense emmordassar.
És la primera vegada a Astèrix que un cavall té un nom: Nosferatus, el cavall d'Adictoserix.

## Rebuda

### Recepció crítica
Segons Le Parisien, és "el millor àlbum d'Astérix des de la marxa d'Albert Uderzo". El periodista Christophe Levent subratlla notablement "les troballes d'escenari però també de gràfics a cada pàgina, un ritme frenètic". Els autors Jean-Yves Ferri i Didier Conrad lliurarien així l'àlbum "probablement el més complert, coherent i original des de la seva arribada". En el mateix to, Arnaud Gonzague, per al lloc literari BibliObs del diari L'Obs saluda un àlbum "saborós", i "envoltat d'una mena de suau malenconia", que aconsegueix tractar amb precisió el tema de l'adolescència, evitant precisament una representació "massa arquetípica". Aquesta és també l'opinió de Romain Brethes per a Le Point, que considera que aquesta nova obra "suscita de manera brillant la qüestió de la successió i el conflicte entre generacions dins del poble gal". Romain Brethes compara la subtilesa del guió amb l'àlbum de Tintín "Les joies de la Castafiore", amb una història en que gira en cercles, i les apostes dramàtiques de la qual no són necessàriament les que creiem.
Per a Mathilde Serrell, per a France Culture, La filla de Vercingetòrix forma part de l'onada d'un "feminisme rentador" que, "malgrat les millors intencions dels autors", no pretén trastocar les estructures narratives: en efecte, el femení. l'heroisme s'hi modelaria a partir de l'heroïsme masculí i l'heroïna, que "ha d'estar marcada necessàriament pel vigor, el rebuig dels atributs de la seducció i l'expressió d'una independència ferotge", "queda que aquell protegeix i que es lliura".
Segons Quentin Girard del diari Liberation, l'àlbum és un "complet fracàs del qual no sabem realment què salvar", tenint en compte que no hi ha res d'original en aquesta història.

### Vendes
Deu dies abans del seu llançament, l'àlbum ocupa el número u de la llista de més venuts en la categoria de còmics al lloc de venda en línia Amazon Kindle. El tiratge total és de 5 milions d'àlbums (del qual 2 en francès i 1,6 en alemany). En quatre dies de venda a França, va assolir el primer lloc del Top 15 BD i del Top 20 Books amb unes vendes de 545.000 unitats o 565.000 unitats. A finals del 2019, va arribar a les 1.517.000 unitats venudes a França, convertint-se en l'àlbum més venut de l'any. L'opus s'ha mantingut fins a l'actualitat durant 13 setmanes no consecutives al capdavant de les vendes de còmics (incloent-hi 11 en primer lloc al Top Books GFK).